# Turn- und Sportgemeinschaft 1899 Hoffenheim 2023-2024 (femminile)
Questa voce raccoglie le informazioni riguardanti la squadra femminile del Turn- und Sportgemeinschaft 1899 Hoffenheim nelle competizioni ufficiali della stagione 2023-2024.

## Divise e sponsor
Le tenute di gioco sono le stesse dell'Hoffenheim maschile. Main sponsor era la multinazionale informatica SAP SE mentre quello tecnico, fornitore delle tenute da gioco, era Joma.
| Casa | Trasferta | Terza divisa |

## Organigramma societario
Area tecnica
- Allenatore: Stephan Lerch
- Vice allenatori: Nadine Rolser, Philipp Arnold
- Preparatori dei portieri: Markus Bittner, Kai Schwaiger
- Video analista tattico: Niklas Becher

## Rosa
Rosa, ruoli e numeri di maglia come da sito ufficiale, aggiornati al 26 settembre 2023.
| N. |                        | Ruolo | Calciatrice          |
| -- | ---------------------- | ----- | -------------------- |
| 1  | Croazia (bandiera)     | P     | Martina Tufeković    |
| 4  | Germania (bandiera)    | D     | Lisann Kaut          |
| 6  | Germania (bandiera)    | D     | Michaela Specht      |
| 7  | Kosovo (bandiera)      | C     | Erëleta Memeti       |
| 8  | Germania (bandiera)    | C     | Paulina Krumbiegel   |
| 9  | Belgio (bandiera)      | A     | Jill Janssens        |
| 10 | Germania (bandiera)    | C     | Gia Corley           |
| 11 | Germania (bandiera)    | C     | Mara Alber           |
| 13 | Germania (bandiera)    | C     | Isabella Hartig      |
| 14 | Paesi Bassi (bandiera) | D     | Lisa Doorn           |
| 15 | Spagna (bandiera)      | D     | Marta Cazalla Garcia |
| 16 | Austria (bandiera)     | A     | Nicole Billa         |
| 17 | Germania (bandiera)    | C     | Franziska Harsch     |

| N. |                     | Ruolo | Calciatrice                |
| -- | ------------------- | ----- | -------------------------- |
| 18 | Austria (bandiera)  | C     | Julia Hickelsberger-Füller |
| 19 | Germania (bandiera) | C     | Mathilde Janzen            |
| 20 | Germania (bandiera) | D     | Leonie Maier               |
| 21 | Germania (bandiera) | P     | Laura Dick                 |
| 22 | Germania (bandiera) | D     | Sarai Linder               |
| 24 | Austria (bandiera)  | D     | Chiara D'Angelo            |
| 25 | Germania (bandiera) | A     | Melissa Kössler            |
| 27 | Germania (bandiera) | A     | Vanessa Leimenstoll        |
| 28 | Germania (bandiera) | P     | Lina von Schrader          |
| 31 | Germania (bandiera) | D     | Jana Feldkamp              |
| 32 | Germania (bandiera) | C     | Vanessa Diehm              |
| 33 | Germania (bandiera) | C     | Fabienne Dongus (capitano) |

## Calciomercato

### Sessione estiva
| Acquisti | Acquisti        | Acquisti      | Acquisti                        |
| -------- | --------------- | ------------- | ------------------------------- |
| D        | Chiara D'Angelo | St. Pölten    | in prestito                     |
| D        | Lisa Doorn      | Ajax          | definitivo                      |
| D        | Leonie Maier    | Everton       | definitivo                      |
| D        | Marta Cazalla   | Grasshopper   | definitivo                      |
| C        | Mara Alber      | Hoffenheim II | aggregata dalla squadra riserve |
| C        | Mathilde Janzen | Hoffenheim II | aggregata dalla squadra riserve |
| A        | Jill Janssens   | OH Lovanio    | definitivo                      |

| Cessioni | Cessioni              | Cessioni       | Cessioni   |
| R.       | Nome                  | a              | Modalità   |
| -------- | --------------------- | -------------- | ---------- |
| D        | Luana Bühler          | Tottenham      | definitivo |
| D        | Linette Hofmann       | Tennessee Vols | definitivo |
| D        | Katharina Naschenweng | Bayern Monaco  | definitivo |
| C        | Tine De Caigny        | Anderlecht     | definitivo |
| C        | Chantal Hagel         | Wolfsburg      | definitivo |

### Sessione invernale
| Acquisti | Acquisti | Acquisti | Acquisti |
| -------- | -------- | -------- | -------- |
|          |          |          |          |

| Cessioni | Cessioni        | Cessioni     | Cessioni   |
| R.       | Nome            | a            | Modalità   |
| -------- | --------------- | ------------ | ---------- |
| C        | Mathilde Janzen | Werder Brema | definitivo |

## Risultati

### Frauen-Bundesliga

#### Girone di andata
| Arbitro: | Breier (Zerf) |

|                                                                                    |           |  |
| Feldkamp 18’ Kössler 32’, 47’, 52’, 58’ Alber 45+1’ Leimenstoll 80’ Billa 84’, 89’ | Marcatori |  |

| Arbitro: | Diekmann (Essen) |

|             |           |                                      |
| Ulbrich 71’ | Marcatori | 14’ Kössler 76’ Alber 90+5’ Janssens |

| Arbitro: | Schwermer (Ballenstedt) |

|                      |           |                               |
| Alber 74’ Memeti 78’ | Marcatori | 34’ Vilhjálmsdóttir 62’ Kögel |

| Arbitro: | Wildfeuer (Lützen) |

|  |           |                                      |
|  | Marcatori | 24’ Janssens 42’ Feldkamp 73’ Corley |

| Arbitro: | Breier (Zerf) |

|                             |           |                                 |
| Janssen 55’ (rig.) Popp 89’ | Marcatori | 18’ Memeti 45+1’ (aut.) Janssen |

| Arbitro: | Wacker (Lehrensteinsfeld) |

|                        |           |                                  |
| Billa 60’ Memeti 90+3’ | Marcatori | 14’ Fölmli 47’ Kayikçi 82’ Zicai |

| Arbitro: | Rafalski (Gudensberg) |

|            |           |                     |
| Zeller 13’ | Marcatori | 1’ Alber 62’ Corley |

| Arbitro: | Michel (Magonza) |

|  |           |                                         |
|  | Marcatori | 13’ (aut.) Cazalla 14’ Elmazi 87’ Maier |

| Arbitro: | Wildfeuer (Lützen) |

|                                         |           |                         |
| Prašnikar 41’ Anyomi 48’ Martinez 90+1’ | Marcatori | 4’ Hickelsberger-Füller |

| Arbitro: | Heidenreich (Bad Schwartau) |

|                 |           |             |
| Cazalla 6’, 62’ | Marcatori | 82’ Andrade |

| Arbitro: | Westerhoff (Bochum) |

|          |           |  |
| Bühl 22’ | Marcatori |  |

#### Girone di ritorno
| Arbitro: | Weigelt (Lipsia) |

|  |           |                           |
|  | Marcatori | 19’ Corley 84’ Krumbiegel |

| Arbitro: | Wacker (Lehrensteinsfeld) |

|                |           |               |
| Janssens 45+4’ | Marcatori | 45’ Dieckmann |

| Arbitro: | Diekmann (Essen) |

|                |           |                              |
| Karczewska 38’ | Marcatori | 1’ (aut.) Matysik 75’ Dongus |

| Arbitro: | Schwermer (Ballenstedt) |

|                |           |  |
| Alber 14’, 39’ | Marcatori |  |

| Arbitro: | Kost (Schwerte) |

|                                  |           |           |
| Krumbiegel 21’ Specht 70’ (rig.) | Marcatori | 88’ Brand |

| Arbitro: | Lutz (Poppenhausen) |

|                   |           |                                        |
| Karl 68’ Egli 79’ | Marcatori | 15’, 47’ Cazalla 55’ Kössler 80’ Billa |

| Arbitro: | Rafalski (Gudensberg) |

|                |           |            |
| Krumbiegel 79’ | Marcatori | 36’ Meßmer |

| Arbitro: | Duske (Leverkusen) |

|                                 |           |                  |
| Sterner 88’ Kowalski 90’ (rig.) | Marcatori | 77’ (aut.) Pucks |

| Arbitro: | Wacker (Lehrensteinsfeld) |

|                   |           |                            |
| Leimenstoll 90+3’ | Marcatori | 17’ Wolter 35’, 47’ Anyomi |

| Arbitro: | Wildfeuer (Lützen) |

|                                 |           |  |
| Fudalla 11’ Starke 64’ Krug 79’ | Marcatori |  |

| Arbitro: | Breier (Zerf) |

|            |           |                                                   |
| Dongus 21’ | Marcatori | 10’ Simon 54’ Dallmannr 83’ Harder 90+3’ Schüller |

### DFB-Pokal
| Arbitro: | Lutz (Poppenhausen) |

|  |           |                                                                                 |
|  | Marcatori | 5’ Billa 9’ Cazalla 20’ Memeti 31’ Harsch 50’ Feldkamp 85’ Kössler 90+1’ Corley |

| Arbitro: | Breier (Zerf) |

|                                      |           |  |
| Janssens 8’ Cazalla 58’ Harsch 90+5’ | Marcatori |  |

| Arbitro: | Wildfeuer (Lützen) |

|  |           |                                     |
|  | Marcatori | 27’ Brand 45+2’ Popp 90+3’ Endemann |

## Statistiche

### Statistiche di squadra
| Competizione         | Punti | In casa | In casa | In casa | In casa | In casa | In casa | In trasferta | In trasferta | In trasferta | In trasferta | In trasferta | In trasferta | Totale | Totale | Totale | Totale | Totale | Totale | DR  |
| Competizione         | Punti | G       | V       | N       | P       | Gf      | Gs      | G            | V            | N            | P            | Gf           | Gs           | G      | V      | N      | P      | Gf     | Gs     | DR  |
| -------------------- | ----- | ------- | ------- | ------- | ------- | ------- | ------- | ------------ | ------------ | ------------ | ------------ | ------------ | ------------ | ------ | ------ | ------ | ------ | ------ | ------ | --- |
| Frauen-Bundesliga    | 34    | 11      | 4       | 3       | 4       | 23      | 19      | 11           | 6            | 1            | 4            | 20           | 16           | 22     | 10     | 4      | 8      | 43     | 35     | +8  |
| DFB-Pokal der Frauen | -     | 2       | 1       | 0       | 1       | 3       | 3       | 1            | 1            | 0            | 0            | 7            | 0            | 3      | 2      | 0      | 1      | 10     | 3      | +7  |
| Totale               | -     | 13      | 5       | 3       | 5       | 26      | 22      | 12           | 7            | 1            | 4            | 27           | 16           | 25     | 12     | 4      | 9      | 53     | 38     | +15 |

### Andamento in campionato
| Giornata  | 1 | 2 | 3 | 4 | 5 | 6 | 7 | 8 | 9 | 10 | 11 | 12 | 13 | 14 | 15 | 16 | 17 | 18 | 19 | 20 | 21 | 22 |
| --------- | - | - | - | - | - | - | - | - | - | -- | -- | -- | -- | -- | -- | -- | -- | -- | -- | -- | -- | -- |
| Luogo     | C | T | C | T | T | C | T | C | T | C  | T  | T  | C  | T  | C  | C  | T  | C  | T  | C  | T  | C  |
| Risultato | V | V | N | V | N | P | V | P | P | V  | P  | V  | N  | V  | V  | V  | V  | N  | P  | P  | P  | P  |
| Posizione | 1 | 1 | 2 | 2 | 2 | 3 | 3 | 3 | 4 | 4  | 4  | 4  | 4  | 4  | 3  | 3  | 3  | 3  | 4  | 4  | 5  | 5  |

Legenda:

Luogo: C = Casa; T = Trasferta. Risultato: V = Vittoria; N = Pareggio; P = Sconfitta.

### Statistiche delle giocatrici
| Giocatore               | Frauen-Bundesliga | Frauen-Bundesliga | Frauen-Bundesliga | Frauen-Bundesliga | DFB-Pokal der Frauen | DFB-Pokal der Frauen | DFB-Pokal der Frauen | DFB-Pokal der Frauen | Totale   | Totale | Totale      | Totale     |
| Giocatore               | Presenze          | Reti              | Ammonizioni       | Espulsioni        | Presenze             | Reti                 | Ammonizioni          | Espulsioni           | Presenze | Reti   | Ammonizioni | Espulsioni |
| ----------------------- | ----------------- | ----------------- | ----------------- | ----------------- | -------------------- | -------------------- | -------------------- | -------------------- | -------- | ------ | ----------- | ---------- |
| M. Alber                | 20                | 6                 | 1                 | 0                 | 3                    | 0                    | 1                    | 0                    | 23       | 6      | 2           | 0          |
| N. Billa                | 19                | 4                 | 0                 | 0                 | 3                    | 1                    | 0                    | 0                    | 22       | 5      | 0           | 0          |
| M. Cazalla              | 19                | 4                 | 2                 | 0                 | 3                    | 2                    | 1                    | 0                    | 22       | 6      | 3           | 0          |
| G. Corley               | 20                | 3                 | 1                 | 0                 | 3                    | 1                    | 0                    | 0                    | 23       | 4      | 1           | 0          |
| C. D'Angelo             | 5                 | 0                 | 0                 | 0                 | -                    | -                    | -                    | -                    | 5        | 0      | 0           | 0          |
| L. Dick                 | 2                 | -7                | 0                 | 0                 | 2                    | -3                   | 0                    | 0                    | 4        | -10    | 0           | 0          |
| V. Diehm                | 22                | 0                 | 1                 | 0                 | 2                    | 0                    | 0                    | 0                    | 24       | 0      | 1           | 0          |
| F. Dongus               | 16                | 2                 | 5                 | 0                 | 1                    | 0                    | 0                    | 0                    | 17       | 2      | 5           | 0          |
| L. Doorn                | 16                | 0                 | 0                 | 0                 | 2                    | 0                    | 0                    | 0                    | 18       | 0      | 0           | 0          |
| J. Feldkamp             | 20                | 2                 | 2                 | 0                 | 3                    | 1                    | 0                    | 0                    | 23       | 3      | 2           | 0          |
| F. Harsch               | 16                | 0                 | 1                 | 1                 | 3                    | 2                    | 0                    | 0                    | 19       | 2      | 1           | 1          |
| I. Hartig               | -                 | -                 | -                 | -                 | -                    | -                    | -                    | -                    | -        | -      | -           | -          |
| J. Hickelsberger-Füller | 12                | 1                 | 0                 | 0                 | 2                    | 0                    | 0                    | 0                    | 14       | 1      | 0           | 0          |
| J. Janssens             | 22                | 3                 | 2                 | 0                 | 3                    | 1                    | 0                    | 0                    | 25       | 4      | 2           | 0          |
| M. Janzen               | 0                 | 0                 | 0                 | 0                 | -                    | -                    | -                    | -                    | 0        | 0      | 0           | 0          |
| L. Kaut                 | 7                 | 0                 | 0                 | 0                 | -                    | -                    | -                    | -                    | 7        | 0      | 0           | 0          |
| M. Kössler              | 11                | 6                 | 1                 | 0                 | 2                    | 1                    | 0                    | 0                    | 13       | 7      | 1           | 0          |
| P. Krumbiegel           | 19                | 3                 | 5                 | 0                 | 3                    | 0                    | 1                    | 0                    | 22       | 3      | 6           | 0          |
| V. Leimenstoll          | 11                | 2                 | 0                 | 0                 | 1                    | 0                    | 0                    | 0                    | 12       | 2      | 0           | 0          |
| S. Linder               | 22                | 0                 | 3                 | 0                 | 3                    | 0                    | 0                    | 0                    | 25       | 0      | 3           | 0          |
| L. Locher               | -                 | -                 | -                 | -                 | -                    | -                    | -                    | -                    | -        | -      | -           | -          |
| L. Maier                | 6                 | 0                 | 0                 | 0                 | 2                    | 0                    | 0                    | 0                    | 8        | 0      | 0           | 0          |
| E. Memeti               | 21                | 3                 | 1                 | 0                 | 3                    | 1                    | 1                    | 0                    | 24       | 4      | 2           | 0          |
| L. von Schrader         | 1                 | -1                | 0                 | 0                 | -                    | -                    | -                    | -                    | 1        | -1     | 0           | 0          |
| M. Specht               | 16                | 1                 | 4                 | 0                 | 2                    | 0                    | 0                    | 0                    | 18       | 1      | 4           | 0          |
| M. Steiner              | 2                 | 0                 | 0                 | 0                 | -                    | -                    | -                    | -                    | 2        | 0      | 0           | 0          |
| M. Tufeković            | 19                | -21               | 0                 | 0                 | 1                    | 0                    | 0                    | 0                    | 20       | -21    | 0           | 0          |